# Marcel Faure (résistant)
Pour les articles homonymes, voir Marcel Faure et Faure.
Marcel Faure, né le 30 janvier 1906 à Montpellier et mort le 22 mai 1999 à Louveciennes, est un militaire et résistant français, compagnon de la Libération. Fonctionnaire de l'administration coloniale, il est en poste en Afrique au moment du déclenchement de la seconde guerre mondiale. Refusant la défaite, il se rallie à la France libre et combat en Afrique et au Proche-Orient avant de participer à la libération de la France. Après la guerre, il travaille à nouveau dans l'administration des territoires d'outre-mer.

## Biographie

### Jeunesse et engagement
Fils d'un ingénieur des ponts et chaussées, Marcel Faure naît le 30 janvier 1906 à Montpellier. Après la mort de son père en 1910, il s'installe avec sa mère à Neuilly-sur-Seine où il passe le reste de son enfance. Terminant sa scolarité avec une licence ès lettre, il part faire son service militaire de mai 1926 à novembre 1927, d'abord à Sarrebruck dans les rangs du 153e régiment d'infanterie puis à Alger au 13e régiment de tirailleurs sénégalais après avoir passé une préparation militaire supérieure.
De retour dans la vie civile, il entre dans l'administration coloniale et est affecté au Congo français où, après un court passage à Fort-Rousset, il organise la réouverture d'un poste administratif à Oboli, dans l'actuel Gabon. Il rentre en France en 1931 pour suivre les cours de l'École coloniale et retourne à Fort-Rousset en 1932 où il devient chef de subdivision avant d'accéder au poste de chef de cabinet du gouverneur de la colonie. En 1933, il est muté en Oubangui-Chari où, après avoir été chef de subdivision, il devient adjoint de l'administrateur-maire de Bangui en 1936. La même année, il redevient chef de subdivision, d'abord à Boda puis à Bouar.

### Seconde Guerre mondiale
C'est à Bouar qu'il apprend sa mobilisation en septembre 1939, sans pour autant être envoyé combattre en métropole. En 1940, refusant l'armistice, il participe en août au ralliement de l'Oubangui-Chari à la France libre aux côtés de Robert de Roux. Il contribue à la formation du bataillon de marche de l'Oubangui-Chari qui devient ensuite le Bataillon de marche no 2 (BM2). Au sein de cette unité, il est engagé dans la campagne de Syrie au cours de laquelle il est blessé par balle le 11 juin 1941. Promu capitaine, il participe ensuite à la guerre du désert et combat à la bataille de Bir Hakeim en mai et juin 1942. En juillet 1942, il est condamné à mort par le régime de Vichy. Toujours dans les rangs du BM2, il est déplacé vers Madagascar pour une période d'entraînement et d'instruction, mais désireux de continuer à combattre, il parvient à se faire muter au bataillon de marche no 5 (BM5) avec lequel il participe à la campagne d'Italie. Il s'y illustre lors de la bataille du Rio Forma Quesa le 19 mai 1944 en menant sa compagnie à l'attaque sous de violents tirs ennemis. Le 11 juin suivant, il est blessé par un éclat d'obus lors de combats près de Bagnoregio.
Après une période de convalescence, il retrouve le BM5 pour le débarquement de Provence en août 1944. Le 20 août 1944, malgré une nouvelle blessure, il parvient avec son unité à s'emparer du mont Redon, au-dessus de La Crau, et à y repousser une contre-attaque ennemie. Quatre jours plus tard, il s'empare de la position de Thouars à La Garde et parvient à nouveau à s'y maintenir malgré la réaction des allemands. Suivant la progression de la 1re division française libre dont le BM5 fait partie, Marcel Faure participe aux combats de libération de la France jusqu'aux rives du Rhin. En janvier 1945, il quitte le BM5 pour assurer la formation et le commandement d'un bataillon de FFI à Pau. Il assure cette mission jusqu'à la fin de la guerre.

### Après-guerre
Après la guerre, Marcel Faure reprend sa carrière d'administrateur au sein du ministère de la France d'outre-mer. En 1946, il devient secrétaire général du Niger. Quittant la fonction publique en 1951, il devient exploitant agricole à Amboise puis il retourne en Afrique en 1960 pour devenir conseiller financier au Mali. De 1963 à 1975, il est cadre bancaire puis prend définitivement sa retraite.
Marcel Faure meurt le 22 mai 1999 à Louveciennes, dans les Yvelines et est inhumé à Marvejols en Lozère.

## Décorations
|  |  |  |  |  |  |
|  |  |  |  |  |  |

| Commandeur de la Légion d'honneur                | Commandeur de la Légion d'honneur                | Commandeur de la Légion d'honneur                | Compagnon de la Libération                       | Compagnon de la Libération               | Compagnon de la Libération               | Croix de guerre 1939-1945                | Croix de guerre 1939-1945                | Croix de guerre 1939-1945 |
| Médaille de la Résistance française Avec rosette | Médaille de la Résistance française Avec rosette | Médaille de la Résistance française Avec rosette | Médaille de la Résistance française Avec rosette | Distinguished Service Cross (États-Unis) | Distinguished Service Cross (États-Unis) | Distinguished Service Cross (États-Unis) | Distinguished Service Cross (États-Unis) |                           |